# توماس دیاز
توماس دیاز (انگلیسی: Tomás Díaz؛ زادهٔ ۲۴ آوریل ۱۹۹۷) بازیکن فوتبال اهل آرژانتین است.